# Championnats d'Europe de kayak-polo 1995
Navigation
Édition suivante
Les 1ers championnats d'Europe de kayak-polo de 1995 se sont déroulés du 5 au 11 août à Rome, en Italie.

## Résultats
| Catégorie     | Médaille d'or   | Médaille d'argent | Médaille de bronze |
| ------------- | --------------- | ----------------- | ------------------ |
| Sénior Hommes | Grande-Bretagne | France            | Pays-Bas           |
| Sénior Dames  | Allemagne       | Grande-Bretagne   | France             |